# John C. Wright
John Charles Wright (22 ottobre 1961) è uno scrittore statunitense,  autore di numerosi romanzi di fantascienza e fantasy.
È stato finalista al premio Nebula per il romanzo Orphans of Chaos  e, dopo la pubblicazione del ciclo dell'Età dell'oro, il Publishers Weekly lo ha definito "uno dei nuovi talenti di SF più importanti di questo secolo".

## Opere

### Romanzi

#### Ciclo dell'Età dell'oro
- L'età dell'oro (The Golden Age, 2002)
- Phoenix (The Phoenix Exultant, 2003)
- La luce del millennio (The Golden Transcendence, 2003)

#### War of the Dreaming
- Last Guardian of Everness (2004)
- Mists of Everness (2005)

#### Chronicles of Chaos
- Orphans of Chaos (2005)
- Fugitives of Chaos (2006)
- Titans of Chaos (2007)

#### Altri romanzi
- Null-A Continuum (seguito di Non-A (The World of Null-A) di A. E. van Vogt, 2008)

### Storie ambientate nella Terra della Notte
- "Awake in the Night" (romanzo breve) apparso in William Hope Hodgson's Night Lands: Eternal Love, a cura di Andy W. Robertson, Wildside Press (dicembre 2003).
- "The Cry of the Night Hound" (romanzo breve) apparso in William Hope Hodgson's Night Lands: Nightmares of the Fall
- "Silence of the Night", pubblicato come ebook in rete
- "The Last of All Suns" (romanzo breve) apparso in William Hope Hodgson's Night Lands: Nightmares of the Fall, a cura di Andy W. Robertson (agosto 2007)

### Altre pubblicazioni
- "Farthest Man from Earth" (romanzo breve) Asimov's Science Fiction, Vol. 19 # 4 & 5, No.229-230, aprile 1995
- "Guest Law" (romanzo breve) Asimov's Science Fiction, Vol. 21 # 6, No.258, giugno 1997
- "Not Born a Man" (racconto) Aberrations, #24, ottobre 1994
- "Forgotten Causes" (racconto) Absolute Magnitude, #16, estate 2001